# 난강소프트웨어단지역
난강소프트웨어단지역(중국어 정체자: 南港軟體園區站, 병음: Nángǎng Ruǎntǐ Yuánqū Zhàn, 한자음: 남항연체원구참)은  중화민국 (대만) 타이베이시 난강구에 있는 타이베이 첩운 원후선의 역이다.